# Ochsenfurter Gau und Gollachgau
Als Ochsenfurter Gau und Gollachgau (auch Ochsenfurter und Gollachgau, Haupteinheit 130) werden in der naturräumlichen Gliederung Deutschlands zwei benachbarte Kulturlandschaften im Süden der Mainfränkischen Platten (Haupteinheitengruppe 13 [= D56 nach BfN]) zusammengefasst, deren naturräumliche Ausstattung nahezu identisch ist. Das Ochsenfurter Gau bildet in etwa den unterfränkischen, das Gollachgau den mittelfränkischen Teilbereich. Die flachwellige, an den Rändern stärker zertalte Hochebene zwischen Maindreieck und Taubertal ist von Löss bedeckt, dessen überaus fruchtbare Böden Grundlage der intensiven agrarischen Nutzung des Raumes sind. Gemeinsam mit den Gäuplatten im Maindreieck (Haupteinheit 134) nördlich des Maintals bilden sie die fränkischen Gäulandschaften.

## Lage
Der Naturraum liegt im Südosten von Unterfranken (Ochsenfurter Gau) und im Nordwesten von Mittelfranken (Gollachgau). Die Südostgrenze im Bereich des markanten Taubertals ist zugleich die Grenze der Mainfränkischen Platten zu den Neckar- und Tauber-Gäuplatten (Haupteinheitengruppe 12 [= D57 nach BfN]). Die östlich gelegene topographische Erhebung des Steigerwalds gehört zum Fränkischen Keuper-Lias-Land (Haupteinheitengruppe 11 [= D59 nach BfN]).
Zu den Mainfränkischen Platten gehört die flache Windsheimer Bucht (131) im Südosten des Gollachgaus. Die Nordostgrenze bilden die Ausläufer des flachwelligen Steigerwaldvorlands (137) und der Einschnitt des Mittleren Maintals (133). Im Nordwesten grenzen die bergigere und waldreichere Marktheidenfelder Platte (132).

## Naturräumliche Gliederung
Der Ochsenfurter Gau und Gollachgau gliedert sich naturräumlich wie folgt:
- (zu 13 Mainfränkische Platten)
  - 130 Ochsenfurter und Gollachgau
    - 130.0 (ohne Namen)
      - 130.00 Reichenberger Grund
      - 130.01 Ifftalbereich

    - 130.1 (ohne Namen)[2]
      - 130.10 Ochsenfurt-Uffenheimer Gäufläche
      - 130.11 Kleinrinderfelder Hochfläche

## Geologie und Morphologie
Die Gäuplatten sind geologisch durch die kaum verfalteten Gesteine des Muschelkalks und den darüber liegenden Unterkeuper geprägt. Die relativ weichen, überwiegend tonig-mergeligen Gesteine des Unterkeuper führen nur vereinzelt härtere  Kalk- und Sandsteinlagen. Unterkeuper ist die dominierende geologische Einheit der flachwelligen Hochfläche. In den Tälern von Main und Tauber (und in Mündungsnähe auch von den Zuflüssen) werden dagegen die darunter liegenden harten Kalksteine des Muschelkalks angeschnitten. Durch die höhere Gesteinshärte nimmt die Reliefenergie deutlich zu. In den quartären Kaltzeiten wurde auf der Hochfläche teils meterdick Löss abgelagert. Dadurch wurde das kaum gegliederte Relief weiter ausgeglichen.

## Boden und Klima
Im Holozän entwickelten sich im Löss sehr fruchtbare Böden. Das Klima ist ganzjährig feucht mit Niederschlägen um 600 mm pro Jahr, bei jährlichen Durchschnittstemperaturen um 9,2 °C. 

## Mensch
Die guten Böden, das günstige Klima und das geringe Relief sind die Grundlage für die starke ackerbauliche Prägung des Raumes. Die Dorfkerne sind von fränkischen Dreiseitgehöften geprägt. In den Baumaterialien der Gebäude und Skulpturen in der Region macht sich die Geologie bemerkbar. Der gut zu bearbeitende Werksandstein des Unterkeupers und die harten Kalksteine des Muschelkalks fanden ihren Eigenschaften entsprechend Verwendung.